# Fantômas - À l'ombre de la guillotine
Fantômas - À l'ombre de la guillotine è un serial muto del 1913 diretto da Louis Feuillade, composto da tre episodi.

## Trama

### Episodi
1. Le Vol du Royal-Palace-Hôtel
2. La Disparition de Lord Beltham
3. Autour de l'échafaud

## Produzione
Il film fu prodotto dalla Société des Etablissements L. Gaumont.

## Distribuzione
Distribuito dalla Société des Etablissements L. Gaumont, uscì nelle sale cinematografiche francesi nel 1913.